# Лещини-Малі
Лещини-Малі (пол. Leszczyny Małe) — село в Польщі, у гміні Длутув Паб'яницького повіту Лодзинського воєводства.
Населення — 50 осіб (2011).
У 1975-1998 роках село належало до Пйотрковського воєводства.

## Демографія
Демографічна структура станом на 31 березня 2011 року:
|          | Загалом | Допрацездатний вік | Працездатний вік | Постпрацездатний вік |
| -------- | ------- | ------------------ | ---------------- | -------------------- |
| Чоловіки | 24      | 7                  | 14               | 3                    |
| Жінки    | 26      | 3                  | 14               | 9                    |
| Разом    | 50      | 10                 | 28               | 12                   |